# Ron Brewer
Pour les articles homonymes, voir Brewer.
Ronald « Ron » Charles Brewer (né le 16 septembre 1955, à Fort Smith, Arkansas) est un joueur américain de basket-ball. Arrière issu de l'université d'Arkansas, il est sélectionné par les Trail Blazers de Portland au premier tour de la draft 1978.

## Carrière
Brewer joue au lycée Fort Smith Northside. Brewer mène les Grizzlies de Northside au titre de champion 1974 et à un bilan de 30 victoires - 0 défaite.
Par la suite, Brewer rejoint l'université de l'Arkansas. Brewer est l'un des fameux Triplets avec Sidney Moncrief et Marvin Delph et est nommé All-American en 1978. Il inscrit 18,0 points par match permettant aux Razorbacks de l'Arkansas d'atteindre le Final Four en 1978 et est aussi nommé dans la All-Tournament Team.
Ron Brewer est sélectionné par les Trail Blazers au 7e rang de la draft 1978 et est nommé dans la NBA All-Rookie Team 1979, après avoir inscrit 13,3 points et fait 1,3 interception par match. Brewer est drafté directement après Larry Bird et devant d'autres joueurs NBA importants tels Reggie Theus et Maurice Cheeks.
Brewer dispute huit saisons dans la ligue avec six équipes—les Trail Blazers de Portland, les Spurs de San Antonio, les Cavaliers de Cleveland, les Warriors du Golden State, les Nets du New Jersey et les Bulls de Chicago—et termine sa carrière en 1986 avec un total de 5971 points (11,9 par match).
Son fils, Ronnie Brewer, joua aussi en NCAA à l'université de l'Arkansas et est titulaire dans l'équipe du Jazz de l'Utah, après avoir été sélectionné au premier tour lors de la draft 2006.